# Мадрепорові корали
Мадрепорові корали (Scleractinia) — ряд морських кишковопорожнинних тварин класу коралових поліпів. Це переважно колоніальні, прикріплені до морського дна форми, нерівномірно поширені по усьому світовому океану. Відомо близько 2500 видів.
Є дві групи мадрепорових коралів:
- Корали, що живуть в колоніях, в прозорих, мілких тропічних водах, вони є первинними основними рифоутворюючими організмами.
- Поодинокі корали, що зустрічаються у всіх регіонах Світового океану і не будують рифи. На додаток до цього живуть у тропічних водах деякі поодинокі корали живуть в помірних, полярних водах або нижче світлової зони до 6000 метрів.

## Опис
Одиночні мадрепорові корали мають в поперечнику до 25 см, окремі особини колоніальних форм — від 1 мм до 3 см. Завдяки присутності в тканинах цих коралів пігментів і симбіотичних одноклітинних водоростей, вони яскраво забарвлені. Колонії, чию основну частину складає вапняний скелет, можуть досягати декількох метрів і мають різноманітну форму.
Скелет мадрепорових коралів влаштований дуже складно. Його будують клітини зовнішнього шару (ектодерми) поліпа. Спочатку скелет нагадує невелику філіжанку, у якому сидить сам поліп. Потім, у міру розростання й спеціальної освіти радіальних перегородок, живий організм опиняється немовби насадженим на скелет.

## Екологія і розвиток колоній
Колонії коралів утворюються у результаті брунькування. У деяких мадрепорових коралів у кожному осередку сидить чимало поліпів. При цьому осередок витягується, стає схожій човен, а роти вміщено у один ряд, оточений загальним вінцем цупалец. В інших видів в вапняному будиночку сидять вже десятки поліпів. Нарешті, у коралів роду меандрин всі поліпи зливаються, створюючи єдиний організм. Колонія набуває вигляду півкулі, вкритого численними звивистими борозенками. Такі корали називають кораллами-мозговиками, борозни — це злиті ротові щілини, усаджені рядами щупалець.
Ростуть колонії мадрепорових поліпів досить швидко: гіллясті форми за сприятливих умовах нарощують на рік майже 20-30 див. Досягнувши рівня відпливу, верхівки коралових рифів зупиняються у кар'єрному зростанні і відмирають, а вся колонія продовжує зростати з боків. З обломломлених гілок можуть вирости нові колонії.
Щоб поліпи могли спокійно зростати і будувати рифи, їм потрібні певні умови. У дрібних, добре прогрітих лагунах вони витримують прогрів води до 35 °C та певне підвищення солоності. Проте охолодження води нижче 20,5 °С та навіть короткочасне опріснення позначаються них згубно. Тож у холодних та помірних водах, і навіть там, де у море впадають великі річки, коралові рифи не розвиваються.

## Розмноження
У коралів є і статеве розмноження, ці організми роздільностатеві. З заплідненого яйця утворюється вільноплаваюча личинка, котра, через кілька днів осідає на дно і дає початок нової колонії.

## Родини
Згідно з The World Register of Marine Species в ряд Мадрепорові корали (Scleractinia) включається наступні родини:
- Acroporidae
- Agariciidae
- Anthemiphylliidae
- Astrocoeniidae
- Caryophylliidae
- Dendrophylliidae
- Euphyllidae
- Faviidae
- Flabellidae
- Fungiacyathidae
- Fungiidae
- Gardineriidae
- Guyniidae
- Meandrinidae
- Merulinidae
- Micrabaciidae
- Montlivaltiidae †
- Mussidae
- Oculinidae
- Pectiniidae
- Pocilloporidae
- Poritidae
- Rhizangiidae
- Schizocyathidae
- Siderastreidae
- Stenocyathidae
- Trachyphylliidae
- Trochosmiliidae
- Turbinoliidae

## Ресурси Інтернету
- Tree of Life — zoantharia [Архівовано 21 лютого 2009 у Wayback Machine.]